# Adrien Loir
Pour les articles homonymes, voir Loir.
Adrien Charles Marie Loir, né le 15 décembre 1862 à Lyon et mort le 16 décembre 1941 à Paris, est un bactériologiste français.
Il est le neveu par alliance de Louis Pasteur, sa mère Amélie étant la sœur de Marie Laurent, toutes deux filles de Hélène Amélie Huet et du recteur de l'université, Aristide Laurent. Une part importante de sa carrière fut associée à l'Institut Pasteur de Paris. Divorcé de Marguerite Morache dont il a trois enfants, il épouse en secondes noces, Hélène Virginie de Montès qui lui donnera trois filles dont Liliane (1903-2002), médecin, mariée avec postérité à un Anglais, et Marie-Louise (1908-2002), auteur de plusieurs ouvrages médicaux qui épousera Jean Duc, puis après son divorce, le médecin anglais Robert Hemphill.

## Biographie
De 1882 à 1888, Adrien Loir fut assistant dans le laboratoire de Pasteur, où il faisait des recherches sur la peste porcine. En 1886, il installe à Saint-Pétersbourg le premier laboratoire antirabique hors de France. En 1888 et 1893, il voyage en Australie pour faire des recherches sur la maladie du charbon et la péripneumonie contagieuse bovine. Étant sur place, il étudie l'usage du virus du choléra des poules dans une tentative d'éliminer les lapins qui pullulaient sur le continent.
En 1893, il fonde l'Institut Pasteur de Tunis et, durant plusieurs années, il enseigne l'hygiène et la bactériologie à l'école coloniale de Tunis. En 1906, il voyage au Canada, où il prouve que la dourine (une maladie du cheval) est causée par le parasite Trypanosoma equiperdum.
Il meurt le 15 décembre 1941 et est enterré au cimetière du Père-Lachaise (42e division).

## Publications
- « L’Institut pasteur d’Australie », La Nature, no 997, 9 juillet 1892 et no 1000, 30 juillet 1892.
- « Chez les aborigènes australiens », La Nature, no 1047, 24 juin 1893 et no 1050, 15 juillet 1893.
- « Les lapins en Australie », La Nature, no 1055, 19 août 1893.
- « Histoire des épidémies de peste à Tunis », Revue scientifique, 4e série, t. xiii, no 13, 29 mars 1900.
- « La destruction des termites dans les pays tropicaux », La Nature, no 1572, 11 juillet 1903.
- « Nouveau procédé de désinfection des bateaux : l’appareil Clayton », La Nature, no 1580, 5 septembre 1903.
- « La main-d’œuvre dans les mines d’or du sud de l’Afrique : La bière des cafres », La Nature, no 1587, 24 octobre 1903.
- « Le chemin de fer du Cap au Caire », La Nature no 1592, 28 novembre 1903.
- À l’ombre de Pasteur : souvenirs personnels, Paris, Le mouvement sanitaire, 1938, 171 p., in-8°.

### Sources
- Article Adrien Loir de la Wikipedia anglaise.
- Réseau international des Instituts Pasteur